# John McGovern
John Prescott McGovern (nascido em 28 de outubro de 1949, em Montrose) é um ex-meia e treinador escocês. McGovern é mais famoso por ser o capitão do Nottingham Forest que venceu a Liga dos Campeões duas vezes sob o comando de Brian Clough e Peter Taylor.
Com 19 anos de idade, ele se tornou o jogador mais jovem a jogar em todas as quatro divisões da Campeonato inglês. Durante sua carreira, ele subiu de divisão com Hartlepools United, Derby County e o Nottingham Forest. Ele ganhou títulos como campeões da liga inglesa com Derby e Forest. No Forest, ele também ganhou duas Copas da Liga, entre outros troféus.
McGovern jogou em mais de 650 jogos durante sua carreira. Ele teve um relacionamento duradouro com Clough e Taylor no Hartlepools, no Derby, no Leeds (apenas Clough) e no Forest.

### Derby County
Sua última partida no Derby veio em fevereiro de 1974. Mackay deu o lugar de McGovern para Bruce Rioch.

### Nottingham Forest
Brian Clough tornou-se treinador do Nottingham Forest em 6 de janeiro de 1975, doze semanas após o final de seu mandato de 44 dias como treinador do Leeds United. Clough trouxe Jimmy Gordon para ser seu auxiliar como tinha sido no Derby County e Leeds United.
No fim da temporada, McGovern se transferiu para o Bolton.

## Pós-carreira
Ele terminou sua carreira jogando no Horwich RMI. Mais tarde ele foi auxiliar técnico no Chorley e no Plymouth Argyle antes de ser nomeado treinador do Rotherham United junto com Archie Gemmill em 1994. Ele deixou o Rotherham dois anos depois e foi contratado como treinador do Woking e teve um período como auxiliar técnico do Hull City antes de se juntar ao Ilkeston para substituir Keith Alexander como treinador em novembro de 2000. Ele foi demitido pelo clube em março do ano seguinte, após uma sequencia de oito jogo sem vitórias.

## Legado
McGovern foi indicado em 2017 para o Hall da Fama do futebol escocês. Ele disse: "É um sentimento fantástico ter entrado no Hall da Fama Escocês. Embora eu possa não parecer escocês, eu sai de lá quando eu tinha sete anos de idade, eu sou um escocês orgulhoso tendo nascido e crescido em Montrose".

## Títulos
Derby County
- Primeira Divisão: 1971-72

Nottingham Forest
- Primeira Divisão: 1977-78
- Taça Da Liga: 1977-78 e 1978-79
- Anglotaça Da Escócia: 1976-77
- FA Charity Shield: 1978
- Liga dos Campeões: 1978-79, 1979-80
- Supercopa Europeia: 1979